# Гуламрза Джавидан
Гуламрза Джавидан — федаи, политический деятель, член Азербайджанской Демократической Партии (АДП), полковник Азербайджанского Национального Правительства, губернатор города Марага.
После падения Азербайджанского Национального Правительства был повешен шахскими войсками в Тебризе.
Впоследствии поэт Самед Вургун посвятил ему стихотворение, а писатель Гянджали Сабахи — рассказ.

## Биография
Гуламрза Джавидан родился в 1911 году в окрестностях Сераба.
Состоял в Серабском комитете партии «Туде» и входил в Антифашистское общество Азербайджана. В 1944 году был арестован в Серабе, но вскоре освобождён. Руководил федаи в Серабе. С 15 ноября участвовал в освобождении Сераба от шахских войск.
В 1946 году Азербайджанское Национальное Правительство, отметив его участие в национально-демократическом движении, присвоило ему звание полковника и наградило медалью «21 Азер». По решению правительства был назначен губернатором Мараги и начальником полиции города.
В 1946 году Гуламрза Джавидан был повешен в Тебризе. Перед смертью он произнёс следующие слова:
Сегодня вы заставляете замолчать только меня. Но голос угнетённых народов, воззвания к свободе звучат отовсюду. Вам не удастся заглушить этот призыв к свободе, гремящий, словно молния. Я умираю, исполняя свой долг на пути освобождения азербайджанского народа. Но свобода не умрёт.

## Память
Последние слова Гуламрзы Джавидана были опубликованы 23 апреля 1949 года в газете «Коммунист». Спустя четыре дня после прочтения этой публикации Самед Вургун написал в газете «Коммунист» статью «Да здравствуют герои!» и посвятил Джавидану стихотворение.
Главным героем рассказа «Шерефли олүм» («Доблестная смерть»), написанного азербайджанским писателем Гянджали Сабахи, является Гуламрза Джавидан. В нём отражены его жизнь и борьба.